# Poduplaszki-Alsó-Békás-tó
A Poduplaszki-Alsó-Békás-tó (szlovákul Nižné Bielovodské Žabie pleso) kis tó a Magas-Tátrában, a Poduplaszki-Békás-tavak völgyében, 1676 m tengerszint feletti magasságban. Az alsó tó párja a Poduplaszki-Felső-Békás-tó.
A tó felett tornyosul a Nagy-Békás-csúcs, Békás-Barát és a Juhász-tornyok.

## Neve
Nevét aranyásó regék szerint bizonyos tátrai tavakban élő, aranyat lenyelő békákról kapta. A „poduplaszki” jelzőt pedig azért, hogy meg lehessen különböztetni a Magas-Tátra többi békás tavától (Menguszfalvi-Békás-tavak, Jávorvölgyi-Békás-tavak).
A Kolbenheyer-Kovács szerzőpáros 1882-ben kiadott turistakalauza a Poduplaszki-Békás-tavakat Északi-Békás-tavaknak nevezi, mintegy ellenpólusként a mai Menguszfalvi-Békás-tavakhoz, amelyeket Déli-Békás-tavakként emleget.
Róth Márton az Magyarországi Kárpát Egyesület (MKE) 1890-es Évkönyvében azt írta, hogy a tó elnevezésének eredetét a "zsvaba" szóban kell keresni, amelynek jelentése állítólag teknő. Rögtön javasolta is a Trogseen – Teknőstavak elnevezést. Okfejtésével csak az a baj, hogy a zsvaba szót hiába keressük úgy a lengyel mint a szlovák szótárban, de még tájszóként sem ismert.